# Lipotactes minutus
Lipotactes minutus är en insektsart som beskrevs av Sigfrid Ingrisch 1995. Lipotactes minutus ingår i släktet Lipotactes och familjen vårtbitare. Inga underarter finns listade i Catalogue of Life.